# Walton on the Wolds
Walton on the Wolds – wieś w Anglii, w hrabstwie Leicestershire, w dystrykcie Charnwood. Leży 16 km na północ od miasta Leicester i 156 km na północny zachód od Londynu.